# Mulgirigalla
Mulgirigalla jest miastem w południowej części Sri Lanki, w Prowincji Południowej w dystrykcie Hambantota. W okolicach miasta znajduje się Wihara Mulgirigalla (Pahala Vihara Cave Temple of Mulgirigalla) - jaskiniowa świątynia buddyjska.